# Lanie Lane
Lanie Lane, pseudonimo di Lanier Stefanie Myra Johnston (Sydney, 11 febbraio 1987), è una cantautrice e chitarrista australiana.

## Biografia
Il 24 settembre 2010 Lanie Lane ha pubblicato il suo singolo di debutto What Do I Do, utilizzato come colonna sonora della serie televisiva australiana Crownies da luglio a dicembre 2011.
A febbraio 2011 ha registrato la maggior parte del suo album di debutto e ad agosto Lane ha pubblicato il doppio singolo Ain't Hungry / My Man. Sempre ad agosto ha registrato (Oh Well) That's What You Get (Falling in Love with a Cowboy) che, secondo la stessa cantante, è stato il risultato di un sonniloquio.
L'album di debutto auto-prodotto di Lane, To the Horses, è stato pubblicato ad ottobre 2011 su etichetta Ivy League Records nell'ottobre 2011 e ha raggiunto la 12ª posizione nella ARIA Albums Chart. Nel febbraio 2012 ha aperto i concerti del Day on the Green degli Icehouse e degli Hall & Oates. Agli APRA Music Awards 2012 la cantante è stata candidata a quattro premi, mentre agli ARIA Music Awards 2012 ha ricevuto cinque candidature. Nel medesimo anno l'album ha vinto un premio agli AIR Awards. A fine 2013 è stato certificato disco d'oro in madrepatria per le 35 000 copie vendute.
Nell'agosto 2014 Lane ha pubblicato Celeste come primo singolo estratto dal secondo album in studio. Il disco, intitolato Night Shade, è uscito nell'ottobre successivo ed ha esordito in 42ª posizione nella classifica australiana degli album.
A febbraio 2015 ha annunciato di aver lasciato l'industria della musica a tempo indeterminato, dichiarandosi disinteressata all'ambizione per la fama e l'attenzione nel settore.

## Discografia

### Album in studio
- 2011 – To the Horses
- 2014 - Night Shade

### EP
- 2010 - Live at the Vanguard

### Singoli
- 2010 – What Do I Do
- 2011 – Now You're Home (con Clare Bowditch)
- 2011 – Like Me Meaner
- 2011 – Ain't Hungry / My Man
- 2011 – Bang Bang
- 2011 – (Oh Well) That's What You Get (Falling in Love with a Cowboy)
- 2012 – To the Horses
- 2014 – Celeste
- 2014 – No Sound